# Inundaciones de Colorado de 2013
Las inundaciones en Denver, Estados Unidos, tuvieron su origen en las fuertes lluvias ocurridas el 9 de septiembre de 2013. Estas precipitaciones, derivadas de fuertes aguaceros en la Cordillera Front, afectaron extensas áreas desde Colorado Springs, hasta Fort Collins.
Las aguas se extendieron a través de una superficie de casi 200 kilómetros de norte a sur, afectando un total de 17 condados.

## Impacto

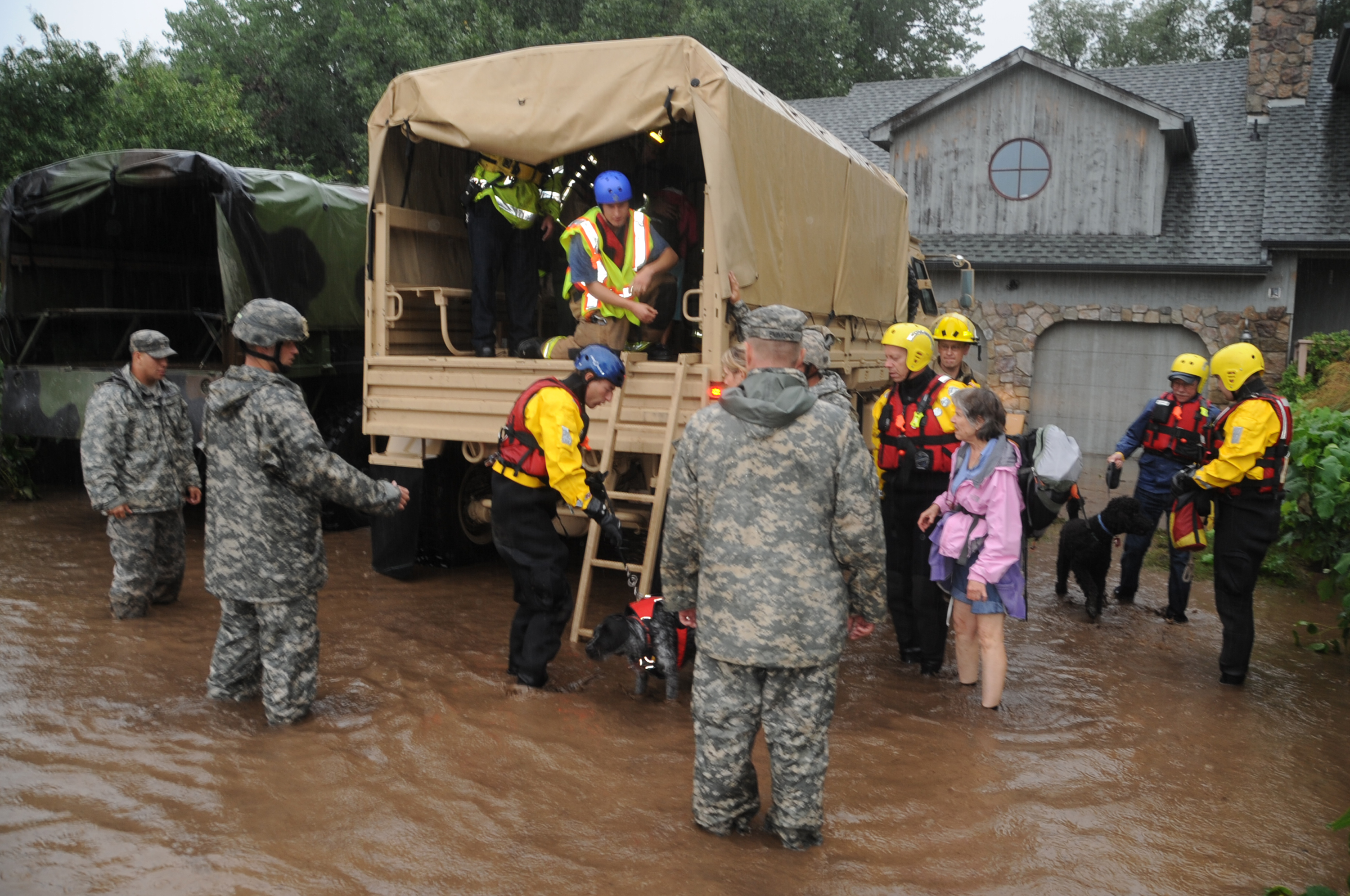
La Guardia Nacional de Colorado ayudando a los afectados de las inundaciones en el Condado de Boulder.

Se reportaron al menos 6 muertes y cientos de desaparecidos por parte de la Oficina de Manejo de Emergencias de Colorado. Más de 11,000 personas fueron evacuadas. La ciudad de Lyon, en el condado de Boulder, fue aislada por las inundaciones de St. Vrain Creek.Varios diques o presas de tierra a lo largo de la Cordillera Front superaron su nivel tope y se rompieron. El 12 de septiembre se informó que el río Boulder Creek superó los 5,000 pies cúbicos (140 m³) de agua por segundo. Boulder Creek tiene un caudal regular de 150 a 200 pies cúbicos (4.2 a 5.7 m³) por segundo. Esto causó graves daños a los edificios, como a Boulder High School. El 13 de septiembre, según la Oficina de Manejo de Emergencias, había 172 personas desaparecidas y al menos tres muertos en las áreas de inundaciones en el condado de Boulder. El 14 de septiembre, la cifra de muertos había llegado a cinco y más de 500 personas fueron dadas por desaparecidas. 

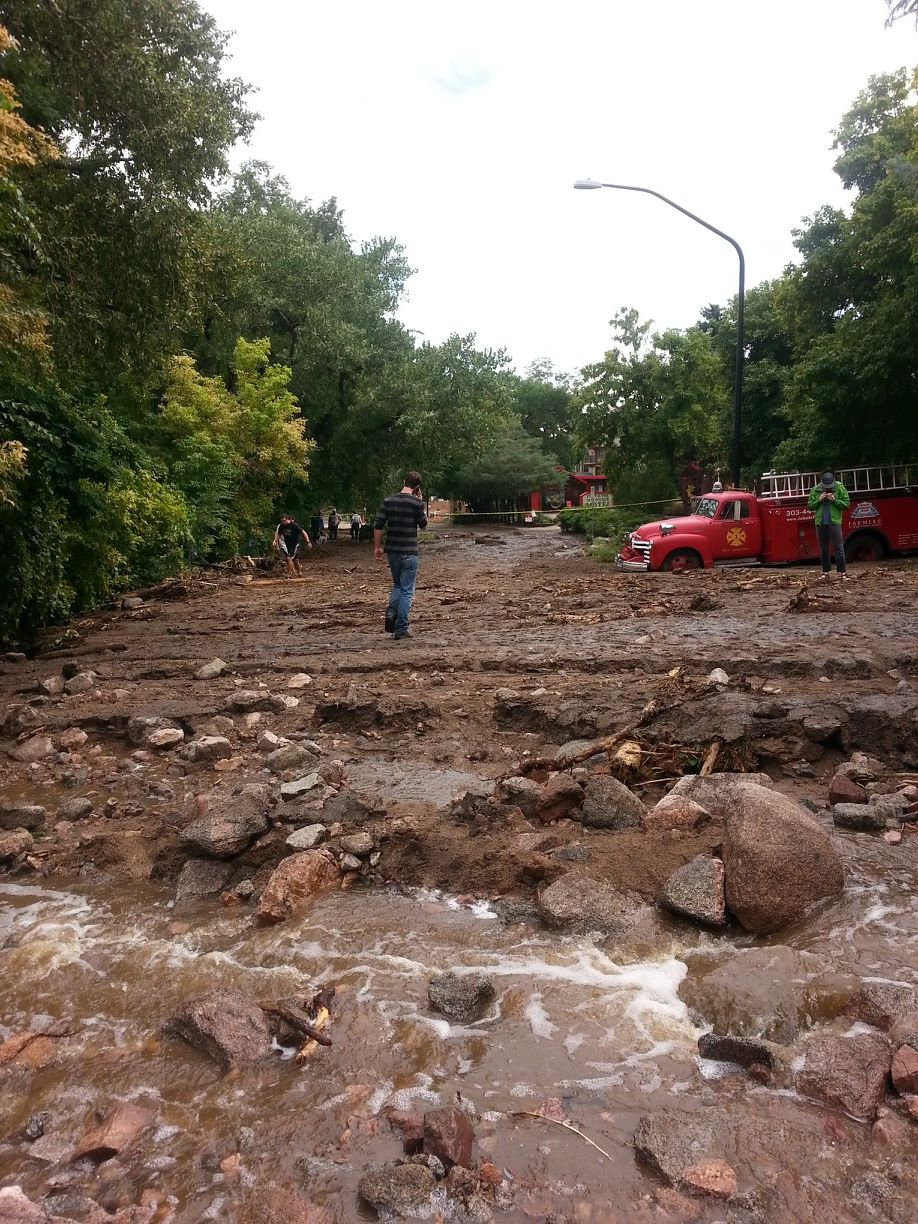
Residentes de Boulder inspeccionando los daños el viernes 13 de septiembre.

Al menos 1750 personas y 300 animales fueron rescatados por aire y tierra. Los esfuerzos de rescate se vieron obstaculizados por la continua lluvia y la baja nubosidad, que no permitieron salir a los helicópteros de la Guardia Nacional el 15 de septiembre.

## Ayuda federal
El Presidente estadounidense Barack Obama declaró el estado de emergencia para los condados de Boulder, El Paso y Larimer, con 12 condados más añadidos el 16 de septiembre: Adams, Arapahoe, Broomfield, Clear Creek, Denver, Fremont, Jefferson, Morgan, Logan, Pueblo, Washington y Weld.